# Lai bretó

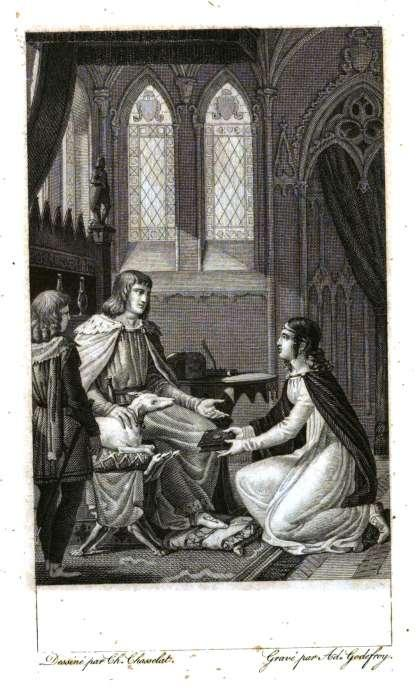
Marie de França presenta els seus lais al rei d'Anglaterra Enric II

Un lai bretó, també conegut com a lai narratiu o simplement lai, és una forma de romanç literari medieval en francés i anglés de l'època. Els lais són breus (de 600 a 1.000 versos), contes rimats d'amor i cavalleria, sovint amb elements sobrenaturals o dels contes de fades d'inspiració celta. La paraula «lai» sembla derivar de l'antic alt alemany o de l'antic alemany mitjà leich, que significa ‘divertiment’, ‘melodia’ o ‘cançó’; o bé, segons Jack Zipes, de l'irlandés laid (‘cançó’).
Zipes assenyala el lai bretó més antic conegut, el Lai du cor de Robert Biket, datable entre mitjans i finals del segle xii. Els més antics que perviuen per escrit en són d'època semblant: els Lais de Maria de França, del 1170.
Mitjançant les descripcions dels mateixos lais de Maria i en diversos lais anònims en francés antic del s. XIII, sabem de lais anteriors d'origen celta, potser més lírics en estil, que cantaven els bards bretons. Sembla que aquests hipotètics lais lírics bretons, cap dels quals ha sobreviscut, eren introduïts per un resum narratiu, que posava en escena la cançó, i que aquests resums narrats foren la base dels lais narratius posteriors.
Els lais bretons més primitius s'escrigueren en una gran varietat de variants del francés antic, i també se'n conserva una mitja dotzena en anglés mitjà, dels s. XIII i xiv, de diversos autors.
Zipes entén que les llegendes artúriques podrien haver arribat des de Gal·les, Cornualla i Irlanda a Bretanya. Al continent les cançons haurien estat interpretades en llocs diversos per arpistes, bards i contaires. Els lais bretons podrien haver inspirat a Chrétien de Troyes, i ser, per tant, responsables de l'expansió del material «cèltic» i de fades a l'Europa continental.

## Lais en francés medieval
- Els Lais de Maria de França, dotze lais canònics.
- Els coneguts com Lais anònims, onze lais d'autoria controvertida (per exemple, el lai de Tydorel).
- El lai de la platja, un dels aproximadament vint lais en francés medieval traduïts en prosa al noruec antic al segle xiii. Aquest lai dona, en to líric, una detallada descripció d'una estada de Guillem I d'Anglaterra a Barfleur.

## Lais en anglès mitjà
- Sir Orfeu, Sir Degaré, Sir Gowther, Emaré i The Erle of Tolosa, tots d'autors anònims.
- Lai le Freine, una traducció de Le Fresne, de Maria de França.
- The Franklin's Tale dels Contes de Canterbury de Geoffrey Chaucer. The Wife of Bath's Tale també sol ser etiquetat com a lai bretó, però no conté cap de les característiques definitòries del gènere.
- Sir Launfal, de Thomas Chestre, una revisió del lai anterior, també en anglés mitjà, titulat Landavale, al seu torn una traducció del Lanval de Maria de França.[4]

## Recreació contemporània
- La balada d'Aotrou i Itroun, de J. R. R. Tolkien, està composta en anglès modern amb la forma mètrica i els temes d'un lai bretó.